# Падингтън 2
„Падингтън 2“ (на английски: Paddington 2 е игрално-анимационен филм от 2017 година на режисьора Пол Кинг, по сценарий на Кинг и Саймън Барнаби. Базиран е на историите „Мечето Падингтън“, създаден от Майкъл Бонд (в който филмът се посвещава в негова памет), продължение е на „Падингтън“ през 2014 година и е продуциран от Heyday Films и StudioCanal UK. Филмът е копродукция между Великобритания, Франция и Люксембург. Във филма участват Бен Уишоу като Падингтън, Хю Боневил, Сали Хокинс, Брендан Глийсън, Джули Уолтърс, Джим Броудбент, Питър Капалди и Хю Грант.
Снимките започват през октомври 2016 и приключват през юни 2017 г. Филмът е пуснат по кината на 10 ноември 2017 г. във Великобритания и на 6 декември 2017 г. във Франция, като печели $227 милиона в световен мащаб.

## Актьорски състав
Главен състав
- Хю Боневил – Хенри Браун, съпруг на Мери и баща на Джуди и Джонатан
- Сали Хокинс – Мери Браун, съпруга на Хенри и майка на Джуди и Джонатан
- Хю Грант – Финикс Бюканън
- Брендан Глийсън – Кнъкълс Макгинти
- Маделин Харис – Джуди Браун, дъщеря на Мери и Хенри и сестра на Джонатан
- Самюъл Джослин – Джонатан Браун, син на Мери и Хенри и брат на Джуди
- Джули Уолтърс – госпожа Бърд
- Джим Броудбент – Самюъл Грубер
- Питър Капалди – господин Къри

Гласове
- Бен Уишоу – Падингтън Браун
- Имелда Стонтън – леля Луси
- Майкъл Гамбън – чичо Пастузо

## В България
В България филмът е пуснат по кината на 1 декември 2017 г. от „Лента“.
На 1 януари 2019 г. е излъчен по NOVA.
Синхронен дублаж
| Роля                       | Изпълнител                               |
| -------------------------- | ---------------------------------------- |
| Падингтън                  | Христо Димитров                          |
| Хенри Браун                | Явор Караиванов                          |
| Мери Браун                 | Елена Бойчева                            |
| Финикс Бюканън             | Мариан Маринов                           |
| Никълъс Макгинти           | Стоян Алексиев                           |
| Самюъл Грубер              | Христо Чешмеджиев                        |
| Леля Луси                  | Лидия Михова                             |
| Господин Къри Чичо Пастузо | Христо Узунов                            |
| Други гласове              | Ваня Щерева Ернестина Шинова Башар Рахал |

- Това е вторият озвучен филм на Башар Рахал след „Фантастичното пътешествие до Оз“.
- Това е единственият озвучен филм на актрисите Ернестина Шинова и Ваня Щерева.

| Обработка              | Александра Аудио |
| ---------------------- | ---------------- |
| Режисьор на дублажа    | Василка Сугарева |
| Изпълнителен продуцент | Васил Новаков    |